# Delovoj Tsentr (metrostation Moskou, TPK)
Delovoj Tsentr (Russisch: Деловой центр) is een station van de Moskouse metro dat ligt op het tracé van de Roebljevo-Archangelsk-lijn. In het kader van de eerste fase van de derde overstap contour is het aanvankelijk gebruikt als westelijk eindpunt van de Grote Ringlijn. De opening was aanvankelijk gepland voor december 2016 maar door vertragingen bij de bouw is het station pas op 26 februari 2018 geopend.

## Geschiedenis
De ruwbouw van Vystavotsjnaja en de beide metrostations Delovoj Tsentr zijn tegelijk met de bouw van het centrale deel van het internationale zakencentrum Moscow-City in de periode 1999 – 2004 gebouwd. Vystavotsjnaja (tentoonstelling) ligt op de bovenste laag en werd geopend in 2005. De beide stations Delovoj Tsentr (zakencentrum) liggen een niveau lager naast elkaar en kwamen in 2005 in ruwbouw gereed. De naam van het station is toegekend in het besluit 564-PP d.d. 24 juni 2008 van het Moskouse stadsbestuur. Aan de oostkant van het perron is een gemeenschappelijke verdeelhal waar een overstap mogelijk is met de Filjovskaja-lijn. De inrichting van station Delovoj Tsentr werd in besluit 333-PP d.d. 18 juni 2012 door de Russische regering goedgekeurd en in oktober volgde de aanbesteding van de roltrappen. Tijdens de afwerking viel op 2 oktober 2016 een man in de schacht en overleed ter plaatse.

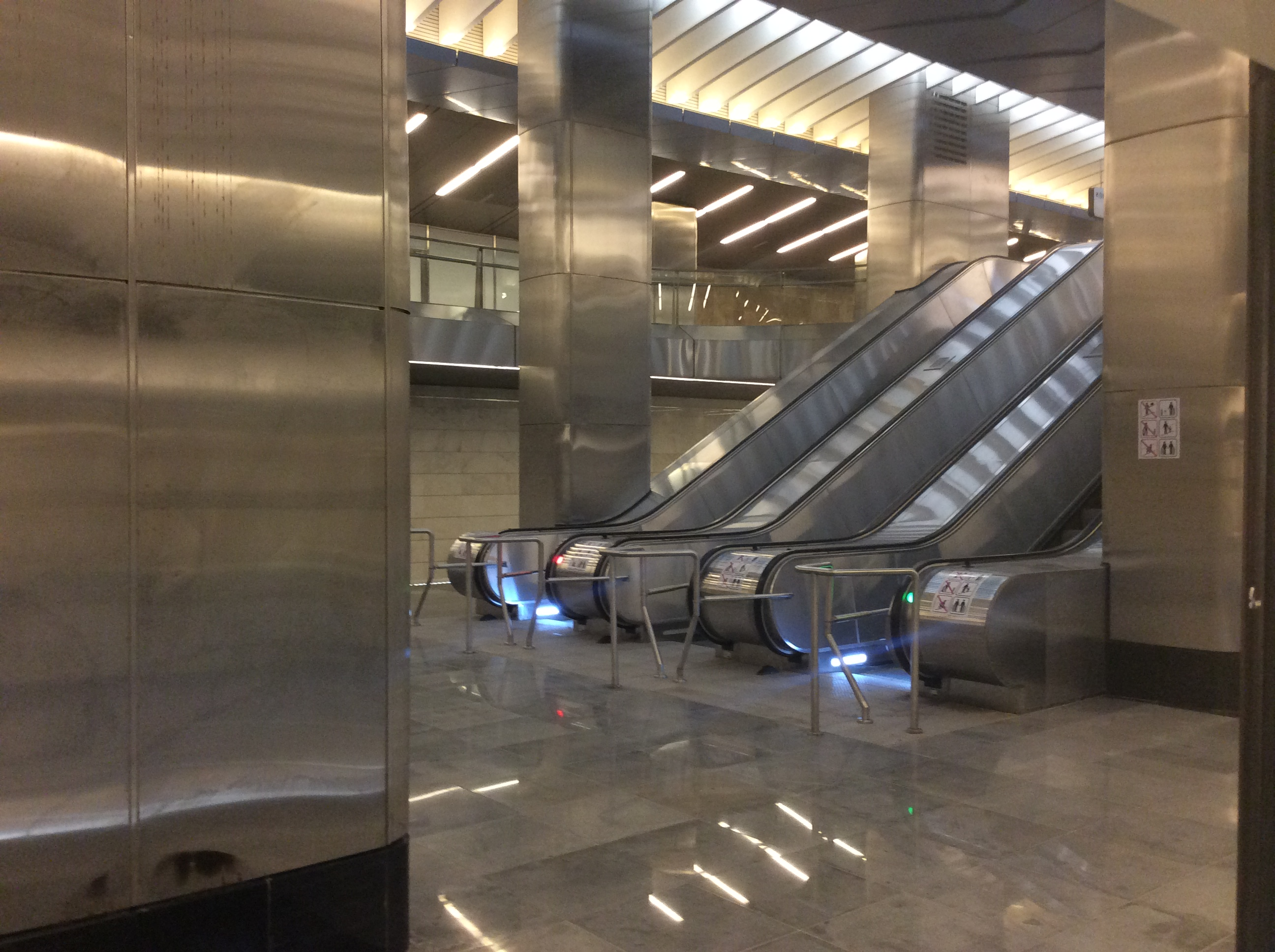
De roltrappen aan een van de kopse kanten van het perron
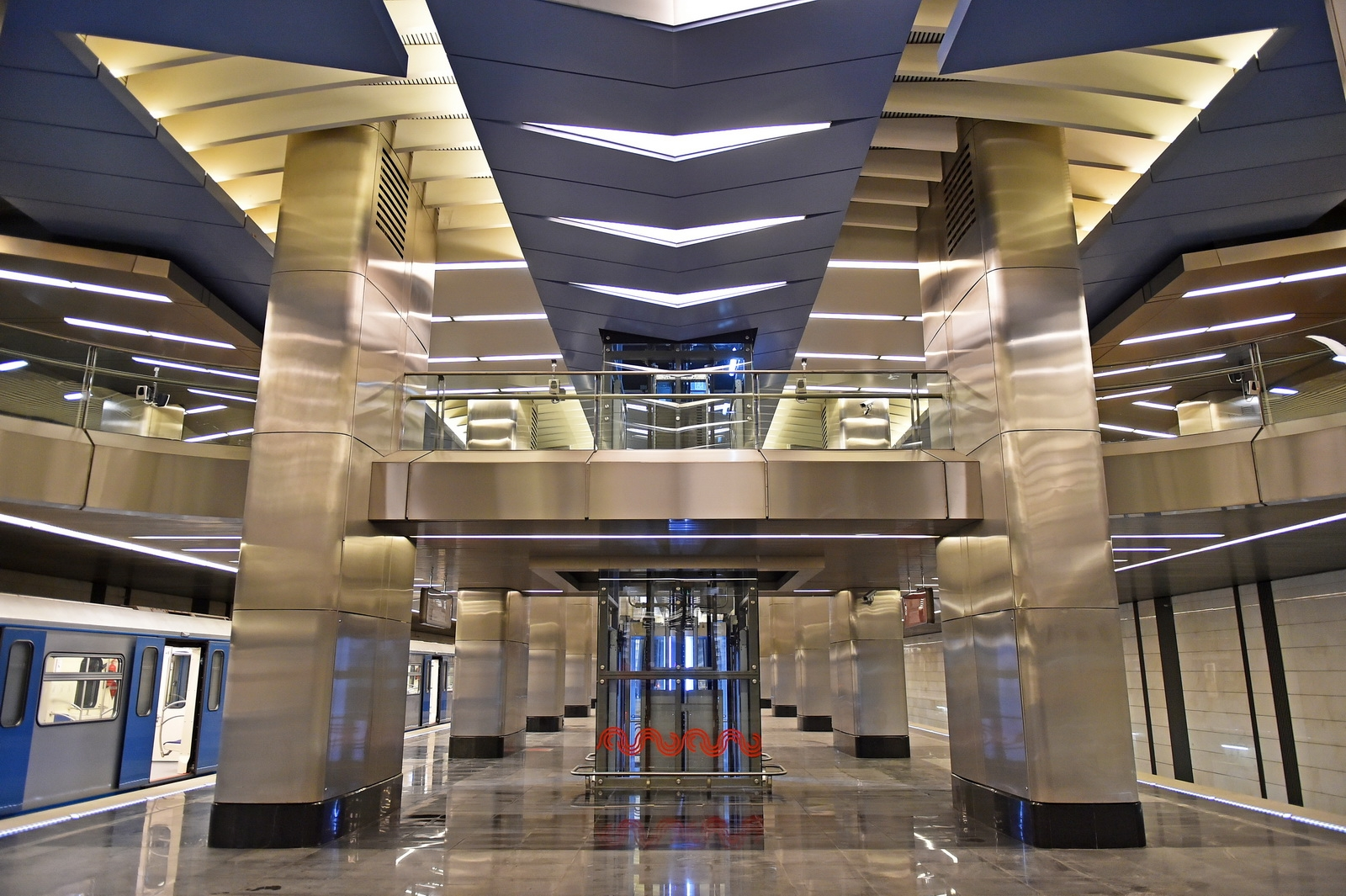
De lift in het midden van het perron
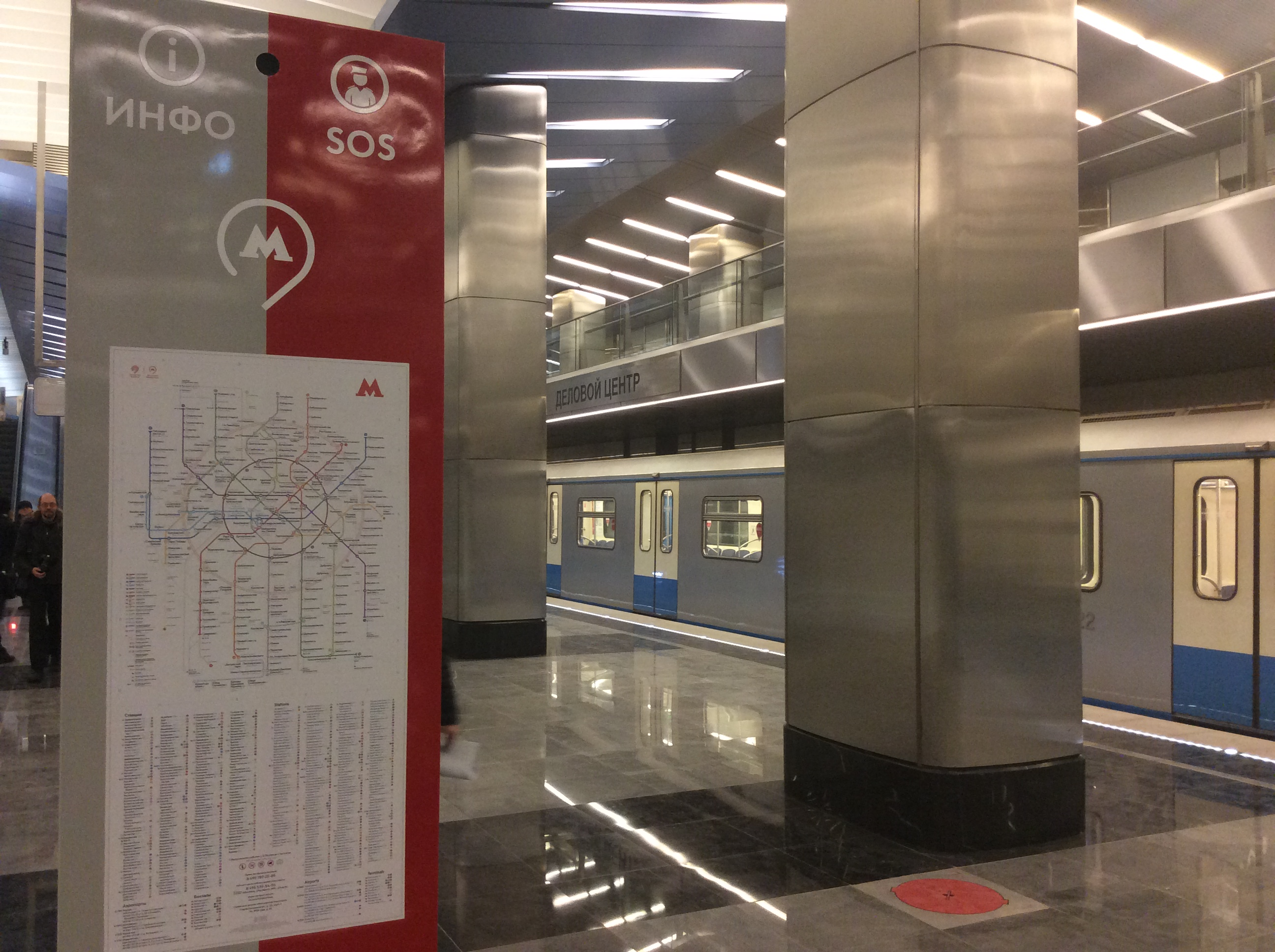
Info en hulpzuil op het perron

## Ontwerp en inrichting
Het eilandperron van de Roebljevo-Archangelskaja-lijn is het zuidelijkste van de drie onder het zakencentrum. Om te voorkomen dat trillingen van voorbij rijdende metro's overgaan op de constructie van het zakencentrum en winkelcentrum Afimall is gebruik gemaakt van trilplaten. De inrichting van het station is in dezelfde stijl als het bovenliggende winkel- en zakencentrum. De zuilen van het ondiep gelegen zuilenstation zijn bekleed met metaal, de balkons boven de sporen hebben metalen hekken met glasplaten. In het plafond zijn blauwe panelen verwerkt als verwijzing naar de overstap mogelijkheid op de Filjovskaja-lijn via Vystavotsjnaja. De oostelijke verdeelhal wordt gezamenlijk gebruikt met Vystavotsjnaja en het perron van de Solntsevskaja-radius, de westelijke verdeelhal wordt alleen gezamenlijk gebruikt met de Solntsevskaja-radius. De keersporen liggen aan de westkant van het perron zodat de binnenkomende metro de reizigers op spoor 1 laat uitstappen. Daarna rijdt de metro leeg naar het keerspoor en nadat weer van richting is veranderd naar spoor 2 waar de reizigers richting Sjelepicha kunnen instappen. In de loop van 2020 kwam de tunnel naar de keersporen onder de Oelitsa Andreja Karlova gereed en kunnen de metro's daar keren zodat ze nog maar eenmaal van richting hoeven te veranderen. Het keerspoor aan de westkant zal op lange termijn gebruikt worden om metro's uit het centrum te laten keren. Op 22 juni 2024 werd het station samen met Sjelepicha gesloten en werd het onderdeel van de Roebljevo-Archangelskaja-lijn, de heropening is gepland voor 2026.